# Andorit
Az andorit egy ritka ezüst-ólom-antimon ásvány. Nevét Semsey Andorról a magyar mineralógia nagy mecénásáról kapta. A szulfosók csoportjába tartozik. Szürke-fekete, fémes fényű, tömött tömegben, apró kristályok formájában vagy érként fordul elő, főként hidrotermális értelérekben.

## Keletkezése
Az andorit hidrotermális folyamatok során keletkezik, általában alacsony hőmérsékletű (100–300°C) polimetallikus ércesedések részeként. Kialakulása során ezüst-, ólom- és antimonionok reakcióba lépnek kénnel gazdag oldatokkal. Ez a folyamat leggyakrabban vulkáni tevékenységhez kapcsolódó hidrotermális rendszerekben zajlik le. Az ásvány képződését elősegítik a megfelelő geokémiai körülmények és a kellő idő a kristályosodáshoz. Gyakran társul más ezüst-ólom-antimon-szulfid ásványokkal, mint például a stefanit vagy a freieslebenit, de galenittel, szfalerittel és pirittel is, ami segít azonosítani az ásványkörnyezetet, ahol előfordul.

## Előfordulása
Meglehetősen ritka ásvány. Típuslelőhelye a történelmi Magyarország területén található, mégpedig az erdélyi Felsőbányán (ma Baia Sprie, Románia), ahol Krenner József 1892-ben felfedezte. Ismertebb lelőhelyei közé tartozik a bolíviai Oruro, továbbá a Kárpát-medencében Nagyág (ma Săcărâmb, Románia), valamint hazánkban Nagybörzsöny,, valamint a Meleg-hegy a Velencei-hegységben, illetve Mátraszentimre.

## Megjelenése
Az andorit általában finom, tűs kristályokat alkot, melyek gyakran sugaras vagy párhuzamos elrendezésben nőnek össze. A kristályok színe sötétszürke vagy acélszürke, fémes fényűek. Ritkábban előfordulhat táblás vagy oszlopos habitusban is. Az andorit kristályai általában kicsik, néhány milliméterestől centiméteres méretig terjednek. Felületük gyakran mutat finom barázdáltságot vagy rostozottságot.
Az ásvány viszonylag puha, keménysége a Mohs-skálán 2,5–3 között mozog. Törése kagylós, hasadása pedig tökéletes, ami megkönnyíti az azonosítást a mikroszkópos vizsgálatok során.